# Gotti (film, 1996)
A Gotti 1996-ban bemutatott amerikai bűnügyi tévéfilm Robert Harmon rendezésében. A címszerepben Armand Assante látható, a fontosabb mellékszerepekben pedig Anthony Quinn, William Forsythe és Frank Vincent. A film zenéjét Mark Isham szerezte. 
Az Amerikai Egyesült Államokban 1996. augusztus 17-én mutatták be.

## Cselekmény
A Cosa Nostra uralja New York-ot, szinte tejhatalmuk van. A jó hírnévnek örvendő John Gotti nekik dolgozik, és új feladatot kap. Meg kell ölnie valakit, de rosszul alakulnak a dolgok, ezért Gotti megöli azt, aki hibázott. Azonban nem kért engedélyt a gyilkosságra, ezért felettesei ki akarják iktatni őt.
Gotti mentora megoldja az ügyet, így Gotti életben maradhat, ám börtönbe kell vonulnia. Szabadulása után előléptetik, de Carlo Gambino maffiafőnök halála miatt Gottinak alkalmazkodni kell az új vezérhez. Gotti nemsokára végez vele és ő lesz az új főnök. De nem sütkérezhet a dicsfényben, mert a rendőrség a nyomában van. Gotti diadalmaskodik felettük, de elköveti azt a hibát, hogy túlságosan előtérbe kerül. Újságok címlapján szerepel, drága ruhákban járkál, ezért a rendőrök még inkább el akarják fogni. Egy lehallgatás miatt börtönbe zárják, és ami még rosszabb, alvezére, Sammy Gravano feladja az egész Cosa Nostrát. Gotti életfogytiglani börtönbüntetést kap, kegyelem nélkül.

## Szereplők
| Szerep             | Színész             | Magyar hang      |
| ------------------ | ------------------- | ---------------- |
| John Gotti         | Armand Assante      | Barbinek Péter   |
| Sammy Gravano      | William Forsythe    | Gáti Oszkár      |
| Aniello Dellacroce | Anthony Quinn       | Mádi Szabó Gábor |
| Robert DiBernardo  | Frank Vincent       | Szersén Gyula    |
| Paul Castellano    | Richard C. Sarafian | Kránitz Lajos    |